# Verdale

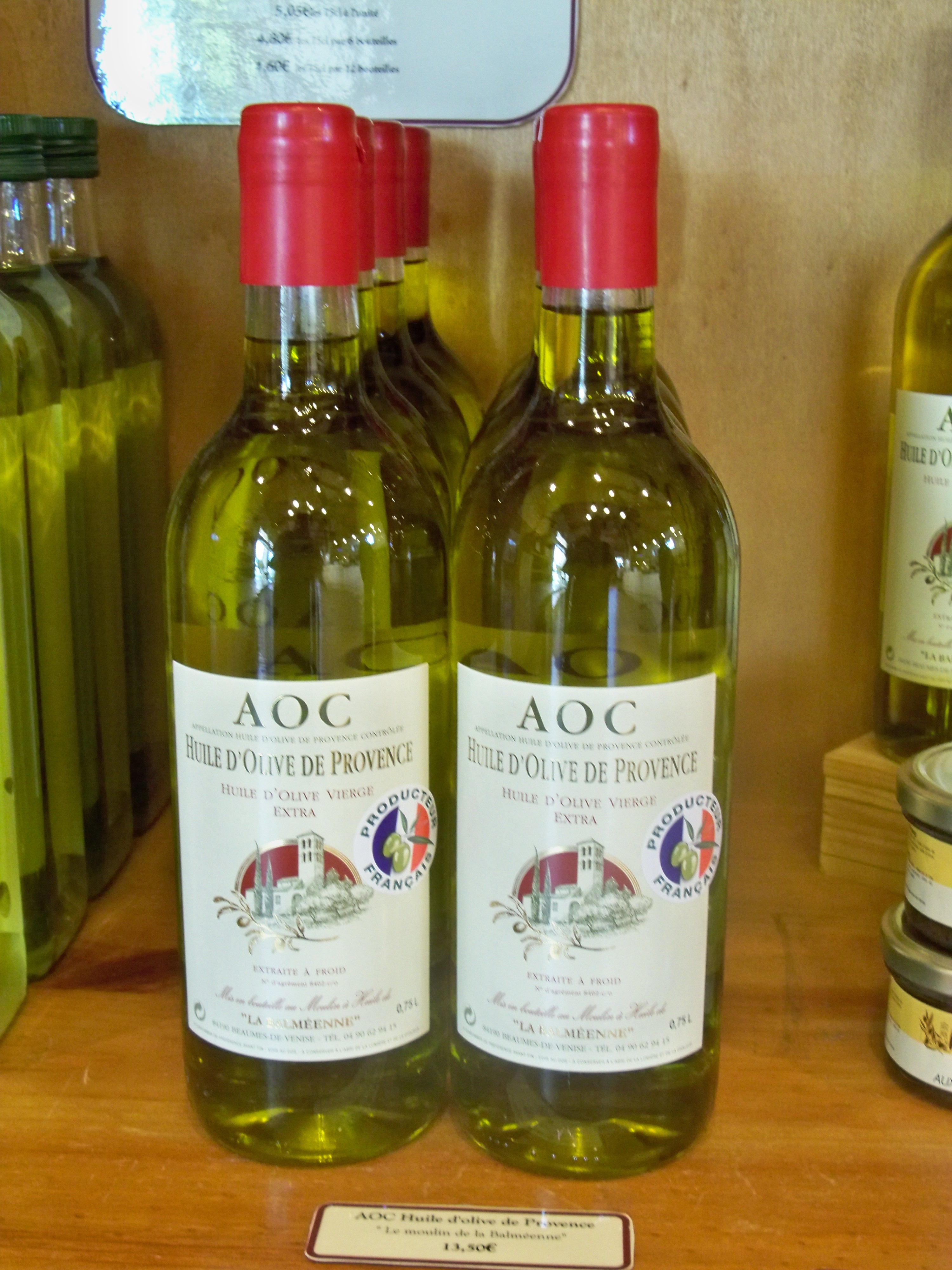
Huile d'olive de Provence AOC à base de verdale, Beaumes-de-Venise.

Le terme de verdale désigne diverses variétés d'olives qui se distinguent des autres par leurs maturités chromatiques tardives. Ces variétés à fruits plus verts n'ont aucune autre ressemblance particulière ni aucun apparentement particulier entre elles.
Il existe une « verdale » dans la plupart des régions oléicoles françaises. Aussi, pour éviter toute ambiguïté, il est nécessaire d'accompagner toute utilisation de ce terme de « verdale » de son lieu d'origine.

## Les différentes verdales en France
- La Verdale de l'Ardèche
- La Verdale des Bouches-du-Rhône
- La Verdale de l'Hérault
- Verdale des Pyrénées-Orientales
- La Verdale de Tourtour (Var)
- La Verdale de Vaucluse (synonyme d'Aglandau)

Il existe aussi une Verdaute dans le Gard, et de nombreux termes apparentés en Espagne (Verdial, Verdal, Verdala).